# Eva Copa
Eva Copa   (El Alto, 3 de gener de 1987) és una política boliviana d'ètnia aimara, batllessa de la ciutat d'El Alto i expresidenta del Senat nacional. Per la seva trajectòria, ha aparegut en les llistes de l'any 2022 de Time (Time100 Next) i BBC (100 Women).

## Biografia

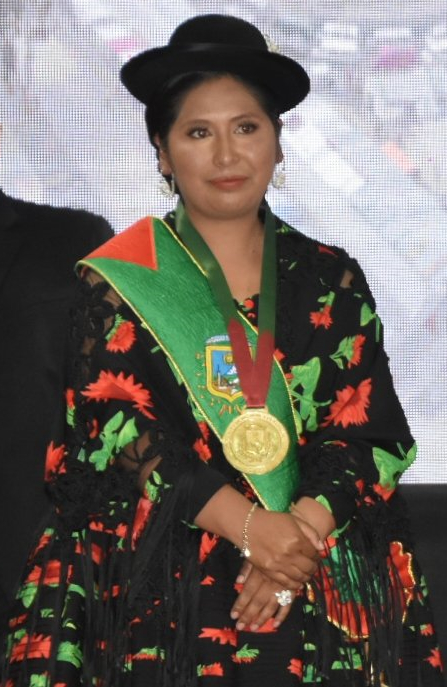
En un acte vestida de chola (2022).

És la sisena dels set fills del matrimoni entre Clementina Murga i Ignacio Copa, artesans provinents del municipi de Pucarani. La família va traslladar-se poc després a la capital, La Paz. Va cursar els estudis superiors a la Universitat Pública d'El Alto, on va graduar-se el 2011 en Treball social. Allà va involucrar-se en el moviment sindical estudiantil, arribant a ser la secretaria general de la federació universitària local.
Va afiliar-se al Movimiento al Socialismo (MAS), el partit d'Evo Morales, i va presentar-se a les eleccions generals de 2014, candidatant-se com a senadora. Va prendre possessió del càrrec el 18 de gener de 2015, amb 28 anys. Arran de la crisi política de novembre de 2019 a Bolívia, que va saldar-se amb la renúncia del President, del Vicepresident i dels presidents de les dues Cambres, Copa va ser designada nova Presidenta de la cambra alta. La seva feina al capdavant de la institució, cercant aliances amb els partits de l'oposició, va ser cabdal per garantir l'estabilitat institucional i controlar els violents aldarulls que se succeïen al país. La senadora havia d'ocupar el càrrec fins al final de la legislatura, el maig de 2020, però la pandèmia de COVID-19 va obligar a ajornar els comicis mig any.
Ja des de 2020, Copa havia decidit presentar-se a l'alcaldia d'El Alto, la segona ciutat més poblada de Bolívia. Però, el MAS va optar per un altre candidat, Zacarías Maquera —un històric de la política local. L'exsenadora va comunicar la seva baixa del partit i va unir forces amb el partit Juntos al Llamado de Los Pueblos (Jallalla). En les eleccions de març de 2021, Copa va obtenir una abrumadora victòria contra l'oficialista Maquera (68,7% i 19,1% dels vots, respectivament). No obstant, el mes d'agost van sortir a la llum les divergències entre el líder del partit, Leopoldo Chui, i l'alcaldessa, que van terminar amb l'expulsió d'aquesta del partit. Des de llavors, Copa actua al consistori com independent, mentre estudia la creació d'un nou partit.